# لا مرا
لا مرا (به اسپانیایی: La Morera) یک شهرستان در اسپانیا است که در استان باداخس واقع شده‌است.